# 毕尔巴鄂古根海姆美术馆
43°16′06.98″N 2°56′03.43″W / 43.2686056°N 2.9342861°W
毕尔巴鄂古根海姆美术馆（西班牙語：Museo Guggenheim Bilbao， 英文：Bilbao Guggenheim Museum）是一个专门展出现当代艺术作品的美术馆，位于西班牙的毕尔巴鄂。它在1997年由古根漢基金會创建，並在10月18日由西班牙國王胡安·卡洛斯一世揭幕，展出250件當代藝術作品。該美術館屬於古根漢基金會所屬的幾座博物館之一。展出西班牙和國際藝術的常設和相關特展。它的主建筑由法蘭克·蓋瑞设计，是解構主義建築的代表作。
作為當代建築與解構主義建築中最受推崇的案例之一，毕尔巴鄂古根海姆美术馆的館舍被譽為「建築文化中的標誌性時刻」，因為其建築代表著：「評論家、學者和公眾以某事完全團結起來的罕見時刻之一」，根據建築評論家保羅·戈德伯格的說法，該博物館是2010年世界建築專家在世界建築調查中，評為1980年以來完工後最重要的建築作品。

## 建造

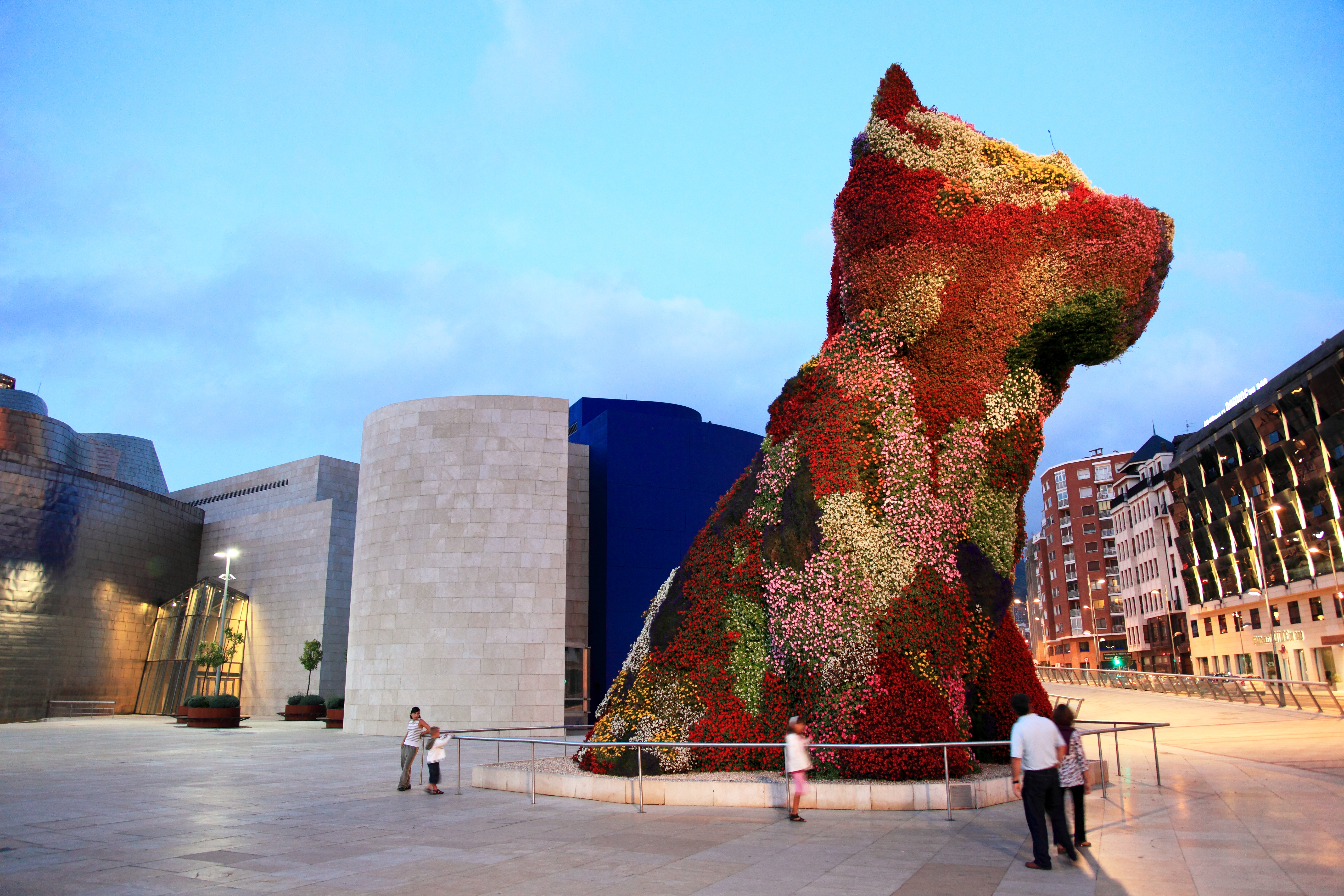
館前的杰夫·昆斯作品《小狗》

1991年，在巴斯克自治區政府和比斯開省議會邀請下，古根漢基金會同意至比斯開省首府畢爾包設立美術館，館址選擇在河畔碼頭上。經評選後，建築師法蘭克·蓋瑞的作品脫穎而出。蓋瑞的作品在中庭延續紐約所羅門·古根漢美術館的圓形大庭設計，建築外圍則使用約33,000片鈦片，使美術館在不同天氣和光線下呈現色彩變化。美術館自1993年起歷經四年施工，最後於1997年對外開放。

## 成效
畢爾包古根漢博物館相當成功，成為該城市旅遊文化最重要的景點，開幕三年後，建設投資已開始收益。

## 外部連結
- 官方网站
- Scholars on Bilbao - academic works that analyse Bilbao's urban regeneration （页面存档备份，存于）
- Guggenheim Museum Bilbao - Project for Public Spaces Hall of Shame
- Pictures of the Guggenheim Museum Bilbao 的存檔，存档日期2011-10-02.
- Guggenheim Museum in an artistic short movie （页面存档备份，存于）
- Bilbao. Basque Pathways to Globalization Archive.today的存檔，存档日期2013-01-22, an analysis of the relationships between the city of Bilbao and globalization.
- Fabricating the Frank Gehry Legacy: The Story of the Evolution of Digital Practice in Frank Gehry's office.
- Guggenheim Bilbao （页面存档备份，存于）: 3D Model and animation